# Jorginho (futebolista, 1995)
Jorge Fernando Barbosa Intima (Bissau, 21 de setembro de 1995), conhecido como Jorginho, é um jogador profissional de futebol da Guiné-Bissau que joga como meia no clube búlgaro P. F. C. Ludogorets Razgrad e na equipe nacional da Guiné-Bissau.

## Carreira no clube
Nascido em Bissau, na Guiné-Bissau, Jorginho entrou no Manchester City aos 17 anos. Depois de concordar com uma prorrogação do contrato de um ano em 7 de julho de 2015, ele ficou limitado à equipe reserva.
Nos últimos minutos da janela de transferências de inverno de 2016, Jorginho se mudou para Portugal e ingressou no F. C. Arouca em um contrato de três anos e meio. Ele fez sua estreia na Primeira Liga em 7 de fevereiro, após uma substituição aos 78 minutos, ganhando de 2-1 contra o F. C. Porto.
Em 17 de dezembro de 2016, Jorginho marcou um "hat-trick" de 4-1 contra o Moreirense FC. Na janela de transferências a seguir, ele foi transferido para o A. S. Saint-Étienne, da Ligue 1 francesa, que o emprestou seis meses depois para G. D. Chaves em uma jogada que durou uma temporada, depois de adquiri-lo permanentemente.
Em 19 de junho de 2018, Jorginho assinou contrato com o clube búlgaro PFC CSKA Sofia por empréstimo até o final da campanha. Um ano depois, ele concordou com um contrato permanente no PFC Ludogorets Razgrad do mesmo país.

## Carreira internacional
Jorginho representou Portugal em nível juvenil. Ele fez parte da equipe no Campeonato Europeu de Futebol Sub-19 de 2014, participando de três jogos — incluindo oito minutos na final contra a Alemanha — para os eventuais vice-campeões.
Em 22 de março de 2018, Jorginho estreou-se na Guiné-Bissau, país natal, iniciando uma derrota amistosa por 2-0 contra o Burkina Faso.

### Objetivos internacionais
- Atualizado até 13 de novembro de 2019[15]

| No. | Data                   | Local                                                 | Oponente  | Pontuação | Resultado | Competição                                        |
| --- | ---------------------- | ----------------------------------------------------- | --------- | --------- | --------- | ------------------------------------------------- |
| 1.  | 13 de novembro de 2019 | Estádio Nacional 24 de Setembro, Bissau, Guiné-Bissau | Essuatíni | 1–0       | 3–0       | Qualificação da Copa das Nações Africanas de 2021 |